# Příští volby do Knesetu
Parlamentní volby, ve kterých bude zvoleno 120 členů 26. Knesetu, se v Izraeli mají konat do 27. října 2026.

## Kontext
Poté, co 36. vláda Naftali Bennetta ztratila většinu, byly v roce 2022 vyhlášeny předčasné volby. Jejich výsledkem bylo, že blok Benjamina Netanjahua získal většinu a vláda byla úspěšně vyjednána mezi stranami Likud, Židovská síla, No'am , Náboženský sionismus, Sjednocený judaismus Tóry a Šas. Koalice složila přísahu 29. prosince 2022.
V čele této nové vlády se Netanjahu vrátil do funkce premiéra.
Od října 2023 fungovala pod vedením Benjamina Netanjahua užší válečná vláda Izraele. Po odchodu bývalého náčelníka generálního štábu izraelské armády Bennyho Gance ji premiér v červnu 2024 rozpustil.

Dne 19. ledna 2025 oznámila strana Židovská síla, že opouští vládu kvůli jejímu souhlasu s dohodou o příměří s Hamásem. Ve 120členném Knesetu tak koaliční většina oslabila na 62 poslanců. Všechny tři uvolněné vládní pozice prozatímně převzal Chajim Kac z Likudu.

## Volební systém
120 křesel v Knesetu je voleno systémem poměrného zastoupení v jediném celostátním volebním obvodu. Volební klauzule je nastavena na 3,25 %.